# جيمس ميتكالف
جيمس ميتكالف (بالإنجليزية: James Metcalf)‏ هو نحات أمريكي، ولد في 11 مارس 1925 في نيويورك في الولايات المتحدة، وتوفي في 27 يناير 2012.